# La regina delle lacrime
La regina delle lacrime (눈물의 여왕?, Nunmur-ui yeo-wangLR) è una serie televisiva sudcoreana trasmessa su tvN dal 9 marzo al 28 aprile 2024. Internazionalmente è stata distribuita da Netflix.
Con la trasmissione dell'episodio finale ha segnato il record di serie tvN con lo share di ascolti più alto mai ottenuto fino a quel momento (24,85%), superando Crash Landing on You (2019-2020) della medesima sceneggiatrice.

## Trama
Tre anni dopo le nozze, il matrimonio tra Hong Hae-in, ereditiera del chaebol che gestisce i Grandi Magazzini Queens, e Baek Hyun-woo, avvocato proveniente da una modesta famiglia di contadini, è in crisi. Quando a Hae-in viene diagnosticato un raro tumore cerebrale con un'aspettativa di vita di soli tre mesi, Hyun-woo vede nella sua morte imminente un'alternativa preferibile a un divorzio con cui si inimicherebbe i potenti suoceri. Contrariamente alle sue previsioni, però, mentre tengono nascosta la malattia di Hae-in al resto della famiglia si riavvicinano e riscoprono l'affetto reciproco.
Nel frattempo, Yoon Eun-sung, un ex-compagno di università di Hae-in, torna dagli Stati Uniti per investire nel gruppo Queens, ma il suo vero intento è quello di impossessarsi dell'azienda e di conquistare la donna con ogni mezzo, anche illecito.

## Personaggi e interpreti

### Personaggi principali
- Baek Hyun-woo, interpretato da Kim Soo-hyun, Moon Seong-hyun (da adolescente) e Choi Yi-an (da bambino)
- Hong Hae-in, interpretata da Kim Ji-won, Hwang Ji-ah (da adolescente) e Min Seo-hyung (da bambina)
- Yoon Eun-sung/David Yoon, interpretato da Park Sung-hoon e Lee Joo-won (da bambino)
- Hong Soo-cheol, interpretato da Kwak Dong-yeon e Kim Joon-eui (da bambino)
L'ingenuo fratello minore di Hae-in.
- Cheon Da-hye, interpretata da Lee Joo-bin e Choi Na-rin (da bambina)
Moglie di Soo-cheol.

### Personaggi secondari
Famiglia di Hae-in
- Hong Man-dae, interpretato da Kim Kap-soo
Nonno di Hae-in, presidente del Queens Group.
- Moh Seul-hee, interpretata da Lee Mi-sook
Amante di Man-dae.
- Hong Beom-jun, interpretato da Jung Jin-young
Padre di Hae-in, vicepresidente del Queens Group.
- Kim Seon-hwa, interpretata da Na Young-hee
Madre di Hae-in.
- Hong Beom-ja, interpretata da Kim Jung-nan
Zia di Hae-in.
- Hong Geon-u, interpretato da Goo Shi-woo
Figlio di Soo-cheol e Da-hye.
- Hong Beom-seok, interpretato da Park Yoon-hee
Zio di Hae-in.
- Hong Su-wan, interpretato da Ko Dong-ha
Fratello maggiore di Hae-in, defunto.

Famiglia di Hyun-woo
- Baek Du-gwan, interpretato da Jeon Bae-soo
Padre di Hyun-woo, sindaco di Yongdu-ri.
- Jeon Bong-ae, interpretata da Hwang Young-hee
Madre di Hyun-woo.
- Baek Hyun-tae, interpretato da Kim Do-hyun
Fratello maggiore di Hyun-woo, gestore di una palestra di pugilato.
- Baek Mi-seon, interpretata da Jang Yoon-ju
Sorella maggiore di Hyun-woo, parrucchiera ed estetista.
- Baek Ho-yeol, interpretato da Kim Dong-ha
Figlio di Hyun-tae.

Abitanti di Yongdu-ri
- Yong-song, interpretata da Kim Young-min
Amico di Du-gwan che vive con l'anziana madre, al quale Beom-ja si interessa.
- Chun-sik, interpretato da Park Jung-pyo
Marito di Kang-mi e braccio destro di Du-gwan.
- Park Seok-hoon, interpretato da Shim Woo-sung
Presidente dell'Associazione giovanile di Yongdu-ri e rivale di Du-gwan.
- Kang-mi, interpretata da Park Sung-yeon
Moglie di Chun-sik e cliente abituale di Mi-seon.
- Bang-sil, interpretata da Lee Soo-ji
Amica d'infanzia di Hyun-woo e cliente abituale di Mi-seon.
- Hyun-jung, interpretata da Lee Ji-hye
Cliente abituale di Mi-seon.

Altri personaggi secondari
- Grace Ko/Ko Jeong-ja, interpretata da Kim Joo-ryoung
Segretaria privata che si occupa degli affari di famiglia degli Hong.
- Na Chae-yeon, interpretata da Yoon Bo-mi
Segretaria di Hae-in.
- Kim Yang-ki, interpretato da Moon Tae-yu
Avvocato divorzista, amico di Hyun-woo sin dai tempi dell'università.
- Kim Min-gyu, interpretato da Jeong Ji-hwan
Segretario di Hyun-woo.

## Produzione

### Sviluppo
La sceneggiatrice Park Ji-eun iniziò a lavorare a un nuovo progetto intitolato La regina delle lacrime un paio d'anni dopo aver finito Crash Landing on You (2019-2020), e venne riferito che Lee Eung-bok, che aveva lavorato su Sseulsseulhago challanhasin - Dokkaebi (2016-2017), Tae-yang-ui hu-ye (2016), Mr. Sunshine (2018) e Sweet Home (2020), era in trattative per dirigerlo.
Studio Dragon confermò che la produzione sarebbe iniziata nella prima metà del 2023 e la distribuzione sarebbe avvenuta invece nella seconda metà del medesimo anno; la regia venne affidata a Jang Young-woo, che aveva già lavorato su Crash Landing on You e Bulgasal (2021-2022), e a Kim Hee-won, nota per Vincenzo (2021) e Piccole donne (2022). Oltre a Studio Dragon, la serie è prodotta anche da Culture Depot e Showrunners.
La prima lettura della sceneggiatura avvenne il 30 marzo 2023 nei pressi di Sangam-dong, nel distretto di Mapo a Seul.
Inizialmente stimato attorno ai 40 miliardi di won, il budget finale totale si attestò su 56 miliardi, circa 3,5 a episodio.

### Casting

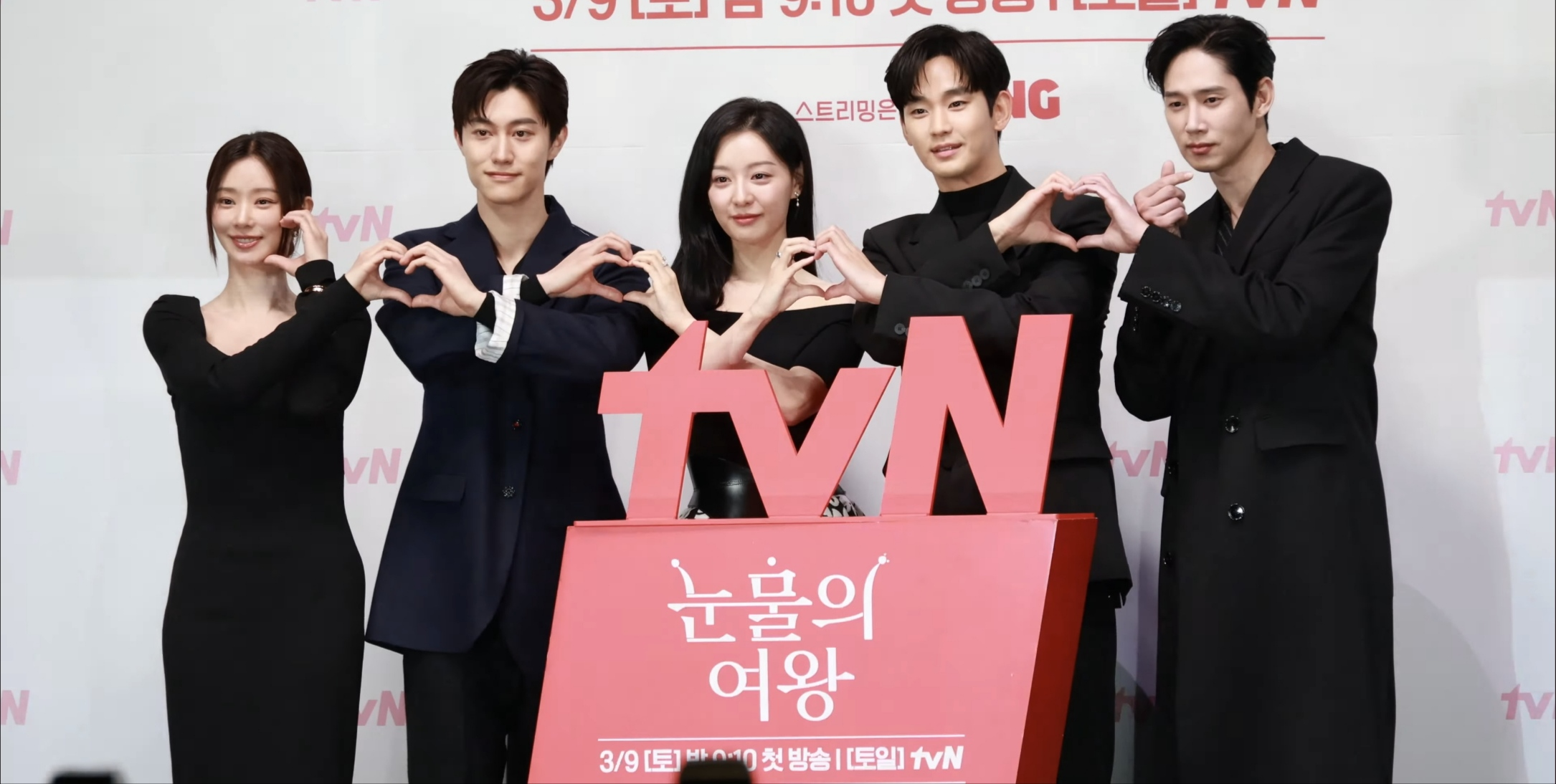
Il cast principale alla conferenza stampa. Da sinistra: Lee, Kwak, Kim, Kim e Park.

Il ruolo della protagonista femminile venne inizialmente offerto nell'aprile 2022 a Lee Ji-eun, che lo rifiutò. Quello stesso mese, i media riferirono che Kim Soo-hyun era in trattative per il ruolo del protagonista maschile.
Le apparizioni di Kim Soo-hyun e Kim Ji-won vennero confermate a dicembre 2022. Si tratta della terza collaborazione tra l'attore e la sceneggiatrice Park dopo Byeor-eseo on geudae (2013-2014) e Producer (2015).
Park Sung-hoon, Kwak Dong-yeon e Lee Joo-bin vennero scritturati a febbraio e aprile 2023.

### Riprese
Le riprese si svolsero tra aprile e dicembre 2023 in Corea del Sud e Germania.

### Trasmissione
La regina delle lacrime era inizialmente prevista per dicembre 2023, ma fu posticipata alla prima metà del 2024 quando tvN cambiò la programmazione del sabato e della domenica. Venne infine confermato che il primo episodio sarebbe andato in onda il 9 marzo 2024 alle 21:20 (ora coreana) su tvN, e che sarebbe stata anche disponibile in streaming su TVING e Netflix.

## Colonna sonora
La colonna sonora è composta da Nam Hye-seung e cantata tra gli altri da BSS, 10cm, Heize, Crush, Isaac Hong, Kim Na-young, Paul Kim, Choi Yu-ree, So Su-bin, Dori e Kim Tae-rae degli Zerobaseone. Anche l'attore protagonista Kim Soo-hyun ha prestato la propria voce per la prima volta in dieci anni. L'album contenente tutti i brani uscì il 30 aprile.
CD 1
1. Kim Kyung-hee – In a Beautiful Way (Opening Title ver.) – 0:56 (testo: Nam Hye-seung, Kim Kyung-hee – musica: Nam Hye-seung, Kim Kyung-hee)
2. BSS – The Reason of My Smiles (자꾸만 웃게 돼?, Jakkuman utge dwaeLR; lett. "Continuo a ridere") – 3:33 (testo: Nam Hye-seung, Kim Kyung-hee – musica: Nam Hye-seung, Kim Kyung-hee)
3. 10cm – Tell Me It's Not a Dream (고장난걸까?, Gohangnan-geolkkaLR; lett. "È rotto?") – 3:55 (testo: Nam Hye-seung, Kim Kyung-hee – musica: Nam Hye-seung, Kim Kyung-hee)
4. Heize – Hold Me Back (멈춰줘?, MeomchwojeoLR) – 3:52 (testo: Nam Hye-seung, Park Jin-ho – musica: Nam Hye-seung, Park Jin-ho)
5. Crush – Love You With All My Heart (미안해 미워해 사랑해?, Mi-anhae mi-wohae saranghaeLR; lett. "Scusa, ti odio, ti amo") – 4:04 (testo: Nam Hye-seung, Kim Kyung-hee – musica: Nam Hye-seung, Kim Kyung-hee)
6. Isaac Hong – Fallin' – 4:16 (testo: Nam Hye-seung, Park Jin-ho – musica: Nam Hye-seung, Park Jin-ho)
7. Paul Kim – Can't Get Over You (좋아해요?, Joh-ahae-yoLR; lett. "Mi piaci") – 4:05 (testo: Nam Hye-seung, Park Jin-ho – musica: Nam Hye-seung, Park Jin-ho)
8. Kim Na-young – From Bottom of My Heart (일기?, IlgiLR; lett. "Diario") – 3:58 (testo: Nam Hye-seung, Kim Kyung-hee – musica: Nam Hye-seung, Kim Kyung-hee)
9. So Soo-bin – Last Chance – 4:08 (testo: Nam Hye-seung, Park Jin-ho – musica: Nam Hye-seung, Park Jin-ho)
10. Choi Yu-ree – Promise – 3:56 (testo: Nam Hye-seung, Park Jin-ho – musica: Nam Hye-seung, Park Jin-ho)
11. Dori – Heart Flutter (떨림?, TteollimLR) – 3:40 (testo: Nam Hye-seung, Park Jin-ho – musica: Nam Hye-seung, Park Jin-ho)
12. Kim Tae-rae (Zerobaseone) – More Than Enough (더 바랄게 없죠?, Deo baralge eobsjyoLR; lett. "Non potrei chiedere di più") – 4:13 (testo: Nam Hye-seung, Park Jin-ho – musica: Nam Hye-seung, Park Jin-ho)
13. Kim Soo-hyun – Way Home (청혼?, CheonghonLR; lett. "Proposta di matrimonio") – 3:39 (testo: Nam Hye-seung, Kim Kyung-hee – musica: Nam Hye-seung, Kim Kyung-hee)
14. Kim Kyung-hee – In a Beautiful Way (Full ver.) – 3:17 (testo: Nam Hye-seung, Kim Kyung-hee – musica: Nam Hye-seung, Kim Kyung-hee)

CD 2
1. Timing Game (눈치게임?, Nunchi ge-imLR) – 1:34 (musica: Nam Hye-seung, Park Sang-hee)
2. Love, Love, Love – 1:24 (musica: Nam Hye-seung, Cheon Jung-hoon)
3. It Is What It Is (인생은 그런것?, Insaeng-eun geureon-geotLR; lett. "La vita è fatta così") – 1:04 (musica: Nam Hye-seung, Cho Mi-ra)
4. Reconciliation (화해?, HwahaeLR) – 2:22 (musica: Lee So-young)
5. If I Really Love You (진짜 사랑한다면?, Jinjja saranghandamyeonLR) – 1:46 (musica: Nam Hye-seung, Park Sang-hee)
6. Looking for HaeIn (해인을 찾아서?, Hae-in-eul chaj-aseoLR) – 1:18 (musica: Nam Hye-seung, Park Sang-hee)
7. Hated You Back Then (그땐 널 미워했어?, Geuddaen nel mi-wohaess-eoLR) – 2:44 (musica: Kim Yong-eun, Jeong Su-wan)
8. Indelible Love (사랑은 숨길 수 없는 것?, Sarang-eun sugil su eomneun geotLR) – 1:58 (musica: Nam Hye-seung, Go Eun-jeong)
9. Hong's Family – 2:04 (musica: Nam Hye-seung, Cheon Jung-hoon)
10. Mulberry Romance (오디 로맨스?, Odi romaenseuLR) – 0:46 (musica: Lee So-young)
11. Under the Name of Family (가족이라는 이름?, Gajog-iraneun ireumLR) – 1:24 (musica: Nam Hye-seung, Park Sang-hee)
12. Still, I (아직도 나는?, Ajikdo naneunLR) – 1:32 (musica: Cho Han-na)
13. Spy Team – 2:10 (musica: Nam Hye-seung, Cheon Jung-hoon)
14. On a Warm Day (어느 따뜻했던 날에?, Eoneu ttattethaettdeon nar-eLR) – 1:37 (musica: Nam Hye-seung, Park Sang-hee)
15. The Most Precious Thing (나에게 가장 소중한 것?, Na-ege gajang sojunghan geotLR) – 2:45 (musica: Nam Hye-seung, Park Sang-hee)
16. BumJa in Love (범자는 사랑을 먹고?, Beom-janeun sarang-eul meokgoLR) – 1:03 (musica: Nam Hye-seung, Park Sang-hee)
17. Talking About – 0:56 (musica: Nam Hye-seung, Cho Mi-ra)
18. The Only Reason (유일한 이유?, Yu-ilhan i-yuLR) – 2:27 (musica: Kim Yong-eun)
19. Mo SeulHee (모슬희?, Mo Seul-huiLR) – 1:28 (musica: Nam Hye-seung, Cheon Jung-hoon)
20. Sorry and Thank You (고맙고 미안해?, Gomapgo mi-anhaeLR) – 3:50 (musica: Lee So-young)
21. Grace (그레이스?, Geure-iseuLR) – 2:03 (musica: Park Sang-hee)
22. Getting Worse (갈수록 태산?, Galsurol taesanLR) – 0:50 (musica: Nam Hye-seung, Cho Mi-ra)
23. Our Way of Love (우리가 사랑한 방식?, Uriga saranghan bangsikLR) – 3:55 (musica: Kim Yong-eun)
24. The Shadow of Yoon EunSeong (윤은성의 그림자?, Yun Eun-seong-ui geurimjaLR) – 1:38 (musica: Nam Hye-seung, Cheon Jung-hoon)
25. A Sad Truth (슬픈 진실?, Seulpeun jinsilLR) – 1:57 (musica: Nam Hye-seung, Park Sang-hee)
26. Guess I Got a Crush (좋아하나봐?, Joh-ahanabwaLR) – 1:04 (musica: Nam Hye-seung, Park Sang-hee)
27. Tiki-taka (티키타카?, TikitakaLR) – 1:45 (musica: Nam Hye-seung, Go Eun-jeong)
28. The Only One (힘든순간, 단 한사람?, Himdeunsun-ga, dan hansaramLR; lett. "Quando si fa dura, solo quella persona") – 1:29 (musica: Lee So-young)
29. Requiem – 1:09 (musica: Cheon Jung-hoon)
30. An Endless Obsession (끝없는 집착?, Kkeuch-eomneun jipchakLR) – 3:30 (musica: Nam Hye-seung, Park Sang-hee)
31. If We Can Be Together (함께 할 수 있다면?, Hamkke hal su itdamyeonLR) – 3:20 (musica: Nam Hye-seung, Park Sang-hee)
32. Their Own Waltz (그들만의 왈츠?, Geudeur-ui walcheuLR) – 1:01 (musica: Nam Hye-seung, Cho Mi-ra)
33. HyunWoo's Manual (백현우 설명서?, Baek Hyeon-u seolmyeonseoLR) – 1:54 (musica: Nam Hye-seung, Park Sang-hee)
34. Involuntarily (나도 모르게?, Nado moreugeLR; lett. "Neanch'io lo so") – 0:30 (musica: Nam Hye-seung, Go Eun-jeong)
35. With All My Heart (간절한 마음으로?, Ganjeolhan ma-eum-euroLR) – 0:53 (musica: Cho Han-na)
36. The Things I Like (내가 좋아하는 것들?, Naega joh-ahaneun geotdeulLR) – 1:14 (musica: Nam Hye-seung, Cho Mi-ra)
37. Please Come Again (또 오세요?, Tto ose-yoLR) – 1:00 (musica: Nam Hye-seung, Park Sang-hee)
38. Yongdu-ri Hair Salon (용두리 미용실?, Yonduri mi-yongsilLR) – 1:08 (musica: Go Eun-jeong)
39. Smoke – 2:01 (musica: Cheon Jung-hoon)
40. The Sea (그날의 바다?, Geunar-ui badaLR) – 1:16 (musica: Park Sang-hee)

Durata totale: 69:49

## Accoglienza

### Critica
Sull'aggregatore di recensioni online Rotten Tomatoes, il 100% delle 6 recensioni critiche è positivo, con una valutazione media di 8,2/10.
Forbes ha scritto che "molti K-drama finiscono con 'e vissero felici e contenti', ma La regina delle lacrime inizia in questo modo", aggiungendo che la serie "non solo ha un cast solido, ma vanta anche una sceneggiatrice di talento e due registi con una comprovata esperienza di successo nei drama". Tanu I. Raj di NME ha dato alla serie 3 stelle su 5 e l'ha descritta come "una vorticosa storia d'amore in ufficio", che è "allegra e decisamente comica". Geoffrey Bunting di Time ha scritto che con i primi sei episodi "manda in scena i tropi familiari del genere per un'esperienza visiva davvero inaspettata". Pierce Conran del South China Morning Post ha dato un punteggio di 3/5, e ha scritto che "attraverso 16 episodi intrecciati tra storie di guai familiari, malattie e intrighi aziendali [...] Baek Hyun-woo e Hong Hae-in hanno catturato i cuori l'uno dell'altra, così come quelli del pubblico a casa". Joly Herman di Common Sense Media ha scritto che "la moderazione da cortigiana non è sicuramente in mostra in questa produzione, che presenta lotte intestine dinastiche in un'ambientazione attuale con accenni ai drama coreani del passato". Kate Sánchez di But Why Tho? ha assegnato un punteggio di 9/10 e ha affermato che è "a volte ingombrante ma sempre divertente" e "già in testa al gruppo per il miglior drama dell'anno".

### Ascolti
La regina delle lacrime si è classificata settima nella categoria Global Top 10 TV (non in inglese) di Netflix due giorni dopo la sua uscita, con 3,3 milioni di ore guardate da 1,2 milioni di spettatori nella sua prima settimana. È rimasta in classifica anche per la seconda e la terza settimana. Nella sua quarta settimana è arrivata in cima alla classifica con 41,4 milioni di ore guardate da 4,3 milioni di spettatori.
Secondo il rapporto semestrale sull'engagement di Netflix pubblicato a settembre 2024, La regina delle lacrime  si è classificata al 14º posto nella classifica delle serie televisive più guardate nella prima metà dell'anno con 29 milioni di ore visualizzate.
Con la trasmissione dell'episodio finale ha segnato il record di serie tvN con lo share di ascolti più alto mai ottenuto fino a quel momento (24,85%).

## Riconoscimenti
- Asian Academy Creative Award[42][43]
  - 2024 – Candidatura Miglior regia televisiva (Corea) a Jang Young-woo e Kim Hee-won
  - 2024 – Candidatura Miglior sceneggiatura (Corea) a Park Ji-eun
- Asian Television Award[44]
  - 2024 – Candidatura Miglior sceneggiatura a Park Ji-eun
- Baeksang Arts Award
  - 2024 – Attore più popolare a Kim Soo-hyun[45]
  - 2024 – Candidatura Miglior attore a Kim Soo-hyun[46]
- Brand of the Year Award[47]
  - 2024 – Miglior attore (drama) a Kim Soo-hyun
  - 2024 – Miglior attrice (drama) a Kim Ji-won
  - 2024 – Miglior attrice (drama) - Vietnam a Kim Ji-won
  - 2024 – Miglior drama coreano - Vietnam
- Daejeon Special Film Festival[48]
  - 2024 – Miglior attrice di supporto a Yoon Bo-mi
- Korea Drama Award
  - 2024 – Miglior drama[49]
  - 2024 – Premio stella globale a Kim Soo-hyun[49]
  - 2024 – Hot star (donne) a Kim Ji-won[49]
  - 2024 – Miglior coppia a Kim Soo-hyun e Kim Ji-won[49]
  - 2024 – Miglior colonna sonora a More Than Enough[49]
  - 2024 – Candidatura Gran premio a Kim Soo-hyun[50]
  - 2024 – Candidatura Gran premio a Kim Ji-won[50]
  - 2024 – Candidatura Premio stella globale a Kim Ji-won[51]
  - 2024 – Candidatura Hot star (uomini) a Kim Soo-hyun[51]
  - 2024 – Candidatura Miglior nuova arrivata a Lee Joo-bin[51]
  - 2024 – Candidatura Miglior colonna sonora a Love You With all My Heart[51]
  - 2024 – Candidatura Miglior colonna sonora a Way Home[51]
  - 2024 – Candidatura Miglior colonna sonora a The Reasons of My Smile[51]
- K-World Dream Award[52]
  - 2024 – Miglior colonna sonora a Love You With all My Heart
- Newsis Hallyu Expo[53]
  - 2024 – Premio del Ministero della cultura, degli sport e del turismo a Kim Soo-hyun
- Seoul International Drama Award[54][55][56]
  - 2024 – Miglior drama
  - 2024 – Straordinaria colonna sonora di drama coreano a The Reasons of My Smile
  - 2024 – Candidatura Attore più popolare a Kim Soo-hyun
  - 2024 – Candidatura Attrice più popolare a Kim Ji-won